# Llista de sòcols
Existeixen molts tipus de sòcols, usats per diferents CPU. Heus aquí la llista fins a la data per ordre d'antiguitat.
- PAC611 • Intel Itanium
- PAC418 • Intel Itanium
- Socket T (Land Grid Array-775) Intel Pentium 4 & Celeron  1
- Socket 1366 Intel Core i7, Intel Core i9
- Socket 1156 Intel Core i5, Intel Core i7
- Socket 604 Xeon
- Socket 480 Intel Pentium M (Double core)
- Socket 479 Intel Pentium M (Single core)
- Socket 775 Intel Pentium 4, Pentium D, Core, Core 2 & Celeron
- Socket 478 Intel Pentium 4 & Celeron
- Socket 423 Intel Pentium 4 Willamette
- Socket 370 Intel Celeron & Pentium III fins a 1.400MHz
- Socket AM2 Sòcol de 940 pins, però incompatible amb els primers Opteron i Athlon64 FX. Alguns integrants seran: AMD "Orleans" Athlon 64, AMD "Windsor" Athlon 64 X2, AMD "Orleans  4 " Athlon 64 FX.
- Socket F AMD Opteron.
- Socket S AMD Turion 64,
- Socket 939 AMD Athlon 64/AMD Athlon 64 FX a 1 GHz/Sempron
- Socket 940 AMD Opteron
- Socket 754 AMD Athlon 64/Sempron/Turion 64
- Socket A Darrers AMD Athlon, Athlon XP, Duron i primers Sempron
- Socket 563 Low-power Mobile Athlon XP-M (µ-PGA Socket, Mobile parts ONLY)
- Slot 1 Intel Pentium II & early Pentium III
- Slot A Primers AMD Athlon i Alpha 21.264
- Socket 8 Intel Pentium Pro
- Super Socket 7 AMD K6-2 & AMD K6-III
- Socket 7 Intel Pentium & compatibles de Cyrix, AMD
- Socket 6 Intel 486
- Socket 5 Pentium 75-133Mhz i compatibles
- Socket 4 Pentium 60/66MHz
- Socket 3 Intel 486 (3.3v and 5v) i compatibles
- Socket 2 Intel 486
- Socket 1 Intel 486
- 486 Socket Intel 486